# تات‌ور
تات‌ور (به لاتین: Tähtvere) یک منطقهٔ مسکونی در استونی است که در تارتو واقع شده‌است.

## خصوصیات
تات‌ور ۲٫۵۰ کیلومترمربع مساحت و ۳٬۰۲۳ نفر جمعیت دارد.